# 地域的な包括的経済連携協定
地域的な包括的経済連携協定（ちいきてきなほうかつてきけいざいれんけいきょうてい、英語: Regional Comprehensive Economic Partnership Agreement （略称:RCEP、通称:アールセップ）、簡体字中国語: 区域全面经济伙伴关系协定、朝鮮語: 역내 포괄적 경제 동반자 협정）は、ASEAN加盟10カ国（ブルネイ、カンボジア、インドネシア、ラオス、マレーシア、ミャンマー、フィリピン、シンガポール、タイ、ベトナム）と、そのFTAパートナー5カ国（オーストラリア、中国、日本、ニュージーランド、韓国）の間で、2020年11月15日に第4回RCEP首脳会議の席上で署名された経済連携協定 (EPA) である。署名15か国は、世界の人口とGDPの3割を占めている。日本法においては、国会承認を経た「条約」であり、日本国政府による法令番号は、令和3年条約第7号である。
インドは、交渉が開始された2011年から、FTAパートナー国として、RCEP交渉に参加していたが、主に中国からの製造品やオーストラリアやニュージーランドからの農産物・乳製品のダンピング懸念を理由に、交渉の最終時点の2019年11月に交渉から離脱した。

## 価値

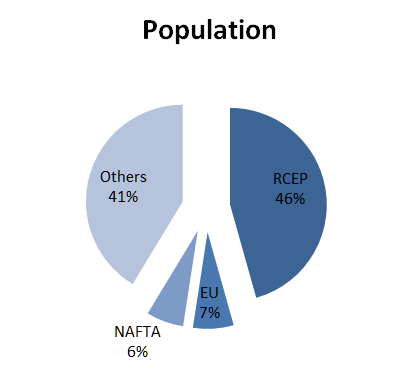
RCEP人口– 2012年： IMF – World Economic Outlook Databases (October 2013)

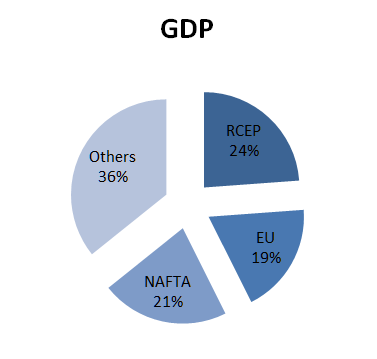
RCEP GDP – 2012： IMF – World Economic Outlook Databases (October 2013)

RCEPには30億人以上の人口、つまり世界人口の45％が参加し、GDP合計で約21.3兆ドル、世界貿易の約40％を占める可能性があったが、インドがRCEPへの不参加を決定したことで、RCEPの潜在的な影響は大幅に減少した。潜在的なRCEP加盟国のGDPの合計は、2007年には環太平洋経済連携協定（TPP）加盟国のGDPの合計を上回った。特に中国、インド、インドネシアの経済成長が継続すれば、RCEPのGDPは2050年までに100兆ドルを超え、TPPの約2倍の規模に成長する可能性があった。また日本にとっては経済的に繋がりの深い隣国である中国、韓国との初めての経済連携協定（EPA）となる。
2017年1月23日、アメリカ合衆国のドナルド・トランプ大統領は、RCEPの成功の可能性を高めると見られていた動きであるTPPからの脱退を明記した覚書に署名し、米主導による対中国を意識した経済圏を目指したTPPは米が抜け大きく縮小したTPP11となって2018年12月に発効した。

2020年に署名されたRCEPはインド抜きでも世界のGDPや貿易額・人口の約30%を占めることとなり、発効時点ではTPP11（世界のGDPの約13%、人口約5億人）やEU、USMCAを大きく上回る世界最大の自由貿易圏となる。経済大国への成長が予想されているインドが抜けたことにより、一強である中国の地位がさらに強化され、中国による貿易ルール形成主導が起きる可能性が懸念されている。

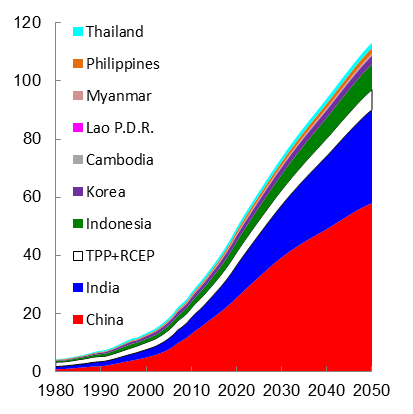
2050年までの潜在的なRCEP加盟国のGDP予測。

インドの離脱により中国主導が懸念される中、日本がインド抜きの15か国による協定署名に踏み切った理由について、「新型コロナウイルスの世界的流行で経済が冷え込む中、RCEPへの経済界からの期待は高いこと、日本がRCEPから退けば、ASEANでの中国の存在感がさらに強まるとの懸念があること。中国と知的財産や電子商取引の分野で共通のルールを持つ意味は大きい。日本は「中国を縛り監視するためにも、協定にとどまる必要があること。」との指摘がある。
2021年3月19日、日本政府は、協定の関税収入・支払減少額試算 及び経済効果分析 を公表した。いずれも日本についての分析であり、関税については引下げの最終年度において日本の関税収入は、3,159億円減少する一方で、日本からの輸出品に課される関税は1兆1,397億円減少するとしている。また経済効果については、「日本の実質GDPは、RCEP協定がない場合に比べて、相当の調整期間を経て最終的には約2.7％押し上げられることが示された」としている。

## 交渉開始までの経緯
従来、中国が2005年4月から提唱してきた「東アジア自由貿易圏（EAFTA（英語）; ASEAN+3）」と、日本が2006年4月から提唱してきた「東アジア包括的経済連携（CEPEA; ASEAN+6）」が併存しており、双方について、これまで、民間研究および政府間の検討作業が実施されてきた。
2011年8月の日中共同提案「EAFTAおよびCEPEA構築を加速させるためのイニシアチブ」を受け、同年11月に、ASEAN首脳は両構想を踏まえ、ASEANとFTAを締結しているFTAパートナー諸国とのRCEPを設立するためのプロセスを開始することで一致した。
2012年4月に、ASEAN首脳は2012年11月の交渉立上げを目指すことで一致し、2012年11月20日、カンボジアプノンペンでのASEAN関連首脳会議で交渉立ち上げ式が開催され、交渉開始が宣言された。

## 会合の日程
2013年5月9日〜5月13日の日程でブルネイにおいて第1回交渉会合が開催された。
2013年8月19日、ブルネイにおいて第1回閣僚会合が開催され、今後の交渉の取り進め方等について議論が行われた。
2013年9月24日〜9月27日の日程でオーストラリアのブリスベンにおいて第2回交渉会合が開催された。
2014年1月21日〜1月24日の日程でマレーシアのクアラルンプールにおいて第3回交渉会合が開催された。
2014年3月31日〜4月4日の日程で中国の南寧において第4回会合が開催された。
2014年6月21日〜6月27日の日程でシンガポールにおいて第5回交渉会合が開催された。
2014年8月27日、ミャンマーのネーピードーにおいて第2回閣僚会合が開催された。
2014年12月1日〜12月5日の日程でインドにおいて第6回交渉会合が開催された。
2015年2月9日〜2月13日の日程でタイにおいて第7回交渉会合が開催された。
2015年6月8日〜6月13日の日程で日本の京都において第8回交渉会合が開催された。
2015年7月13日、マレーシアにおいて閣僚中間会合が開催された。
2015年8月3日〜8月7日の日程でミャンマーにおいて第9回交渉会合が開催された。
2015年8月24日、マレーシアにおいて第3回閣僚会合が開催された。
2015年10月12日〜10月16日の日程で韓国の釜山において第10回交渉会合が開催された。
2016年2月15日〜2月19日の日程でブルネイにおいて第11回交渉会合が開催された。
2016年4月24日〜4月29日の日程でオーストラリアのパースにおいて第12回交渉会合が開催された。
2016年6月12日〜6月18日の日程でニュージーランドのオークランドにおいて第13回交渉会合が開催された。
2016年8月15日〜8月19日の日程でベトナムのホーチミンにおいて第14回交渉会合が開催された。
2016年10月17日〜10月20日の日程で中国の天津において第15回交渉会合が開催された。
2016年11月3日〜11月4日の日程でフィリピンのセブ島において第2回閣僚中間会合が開催された。
2016年12月6日〜12月10日の日程でインドネシアにおいて第16回交渉会合が開催された。
2017年2月27日〜3月3日の日程で日本の神戸において第17回交渉会合が開催された。
2017年5月2日〜5月12日の日程でフィリピンにおいて第18回交渉会合が開催された。
2017年5月23日、ベトナムのハノイにおいて第3回閣僚中間会合が開催された。
2017年7月18日〜7月28日の日程でインドにおいて第19回交渉会合が開催された。
2017年9月10日、フィリピンにおいて第5回閣僚会合が開催された。
2017年10月17日〜10月28日の日程で韓国の仁川において第20回交渉会合が開催された。
2017年11月12日、フィリピンで交渉に参加する16ヵ国が閣僚会合を開き2018年以降も交渉を継続することを確認した。当初目標としていた2017年内の合意は断念した。
2017年11月14日、フィリピンのマニラにおいて首脳会議が開催された。同会合後、「RCEP交渉に係る共同首脳声明」が発出された。
2018年2月2日〜2月9日の日程でインドネシアのジョグジャカルタにおいて第21回交渉会合が開催された。
2018年3月3日、シンガポールにおいて第4回閣僚中間会合が開催された。
2018年4月28日〜5月8日の日程でシンガポールにおいて第22回交渉会合が開催された。
2018年7月1日、日本の東京において第5回閣僚中間会合が開催された。
2018年7月17日〜7月27日の日程でタイのバンコクにおいて第23回交渉会合が開催された。
2018年8月30日〜8月31日の日程で、シンガポールにおいて第6回閣僚会合が開催された。
2018年10月13日、シンガポールにおいて第6回閣僚中間会合が開催された。
2018年10月18日〜10月27日の日程でニュージーランドのオークランドにおいて第24回交渉会合が開催された。
2018年11月12日、シンガポールにおいて閣僚会合 が開催された。同会合では、年内の実質的な妥結に向けて、関係国と議論がおこなわれたが妥結にいたらなかった。
2018年11月14日、シンガポールにおいて首脳会議が開催された。同会合後、「RCEP交渉に係る共同首脳声明」 が発出された。
2019年2月19日〜2月28日の日程でインドネシアのバリにおいて第25回交渉会合が開催された。この会合では、高級実務者レベルの貿易交渉委員会（Trade Negotiating Committee）会合に加え、物品貿易、サービス貿易、投資等の分野で市場アクセス交渉が行われるほか、原産地規則、知的財産、電子商取引等の分野で交渉が行われる予定とされている。
2019年3月2日、カンボジアのシェムリアップにおいて第7回中間閣僚会合が開催された。
2019年6月22日〜7月3日の日程でオーストラリアのメルボルンにおいて第26回交渉会合が開催された。
2019年7月22日〜7月31日の日程で中国の鄭州において第27回交渉会合が開催された。
2019年8月2日及び8月3日の日程で中国の北京において第8回中間閣僚会合が開催された。
2019年9月8日、タイのバンコクにおいて第7回閣僚会合が開催された。
2019年9月19日〜9月27日の日程でベトナムのダナンにおいて第28回交渉会合が開催された。高級実務者レベルの貿易交渉委員会（Trade Negotiating Committee）会合に加え，物品貿易，サービス貿易，投資等の分野で市場アクセス交渉が行われるほか，原産地規則，知的財産，電子商取引等のルール分野で交渉が行われた。
2019年10月12日、タイのバンコクにおいて第9回中間閣僚会合が開催された。各分野の交渉の現状が報告されるとともに，11月の首脳会合に向けた議論が行われた。
2019年11月1日、タイのバンコクにおいて閣僚準備会合が開催された。昨年の首脳合意を受け、年内の妥結に向けて閣僚間で議論を行う」。従来、閣僚による会合は「第7回閣僚会合」とか「第9回中間閣僚会合」と命名されていたが、この会合は「閣僚準備会合」とされているがその理由は、開催発表には記載されていない。この会合には、日本から牧原秀樹 経済産業副大臣が出席 する。梶山弘志経済産業大臣が出席しない理由は、経済産業省の公式HPには掲載されていないが、新聞報道では「国会対応のため」と表明したとなっている。なお日本経済新聞は、梶山経済産業大臣が「牧原副大臣は経産省にいた経験があり通商・交渉のプロ。成果を託す」と発言したと報道している。これは、牧原副大臣が1995年に大学卒業後、1997年に弁護士となり国際通商分野の業務を行ったのち、2003年から2005年まで経済産業省において通商交渉、紛争担当となったこと を指している。2019年11月1日の記者会見で、梶山経済産業大臣は「衆議院の経済産業委員会が予定をされておりまして、私の所信質疑が行われる可能性があります。RCEPの閣僚会合の出張は、そのために見合わせました。」と表明した。RCEPの閣僚会合のため日程の変更を申し入れた等の発言はなかった。
2019年11月4日、タイのバンコクにおいて第3回首脳会議が開催された。なお日本政府の発表文では「安倍総理は、ASEAN関連首脳会談に出席するため、11月3日から5日までタイを訪問します。また、この機会に首脳会議と日メコン首脳会議にも出席をする予定」 と付随的な扱いになっている。同会合後、「東アジア地域包括的経済連携（RCEP）に係る共同首脳声明」 が発出された。
2020年2月3日及び2月4日の日程で、インドネシアのバリにおいて第3回特別交渉会合が開催された。インドは会合を欠席した。。オーストラリア政府のHPにおいては会合の実施及び簡単な協議内容を伝えたがインドの出欠については触れていない。なおこの会合について日本国政府のHPでの発表は確認できない。
2020年4月8日及び4月9日の日程で、ベトナムのダナンにおいて予定されていたASEAN首脳会議を、6月末に延期することを決定、その旨をASEAN各国首脳に連絡したと、2020年のASEAN議長国であるベトナムが発表した。直接の発表はないが、首脳会議は、ASEAN首脳会議に合わせて行われていることから、首脳会議も開催されるとしても6月に延期となる。
2020年4月20日〜4月24日の日程で第29回交渉会合が開催された。今回の会合は、新型コロナウィルス感染症をめぐる状況に鑑み、テレビ会議の形で行われる。日本経済新聞の報道によるとインドは欠席した。4月30日になって首席交渉官会合共同声明の発出がされた。これによりインドの欠席及び会合が4月20日、22日及び24日に行われたことが公式に確認された。
2020年5月15日〜5月20日の日程で第30回交渉会合が開催された。インドを除く15か国が出席した。第29回交渉会合と同じく、新型コロナウィルス感染症をめぐる状況に鑑み、テレビ会議の形で行われる。
2020年6月10日〜6月11日の日程で交渉会合がインドを除く15か国でテレビ会議の形で開催された、とのタイ及び日本のメディアによる報道がある。各国政府の発表や他のメディアでの報道は確認できない。
2020年6月23日に、第10回中間閣僚会合がテレビ会議の形で開催された。第36回ASEAN首脳会議をテレビ会議の形で開催するとのベトナム政府が発表 したなかで、"Minister of Industry and Trade Tran Tuan Anh will chair the ministerial meeting of participating countries in negotiations of the Regional Comprehensive Economic Partnership (RCEP)"と「RCEP交渉における参加国閣僚会議の議長を務める」としたことから明らかになった。日本政府も開催をHPで発表した。日本政府の発表では「残存論点に関する交渉の現状を確認するとともに，今後の取り進め方等について議論が行われる予定」となっている。
2020年7月9日に第31回交渉会合が開催された。インドを除く15か国が出席した 新型コロナウィルス感染症をめぐる状況に鑑み、テレビ会議の形で行われる。
2020年8月7日に交渉会合がテレビ会議で開催された。この会合については、中国及び韓国の政府の公式HPで発表 がされたが、日本政府は事前の公表を行わず、会議後も2020年8月9日現在、公表がない。
2020年8月27日、第8回閣僚会合がテレビ会議で開催された。「2019年11月に発出された共同首脳声明を踏まえ、残存論点に関する交渉の現状を確認するとともに，今後の取り進め方等について議論が行われる予定」と発表されている。
2020年10月14日に、第11回中間閣僚会合がテレビ会議の形で開催された。日本政府の発表では「残存論点に関する交渉の現状を確認するとともに，今後の取り進め方等について議論が行われる予定」となっている。なお、経済産業省の発表では、「3回の首脳会議、21回の閣僚会合、31回の交渉会合を開催。」 となっているが、第8回閣僚会合は、2020年8月27日が第8回、中間閣僚会合が今回のものをいれて第11回で合計が19回であり、未公表の会合がある可能性があるが詳細は不明である。
2020年11月11日に、閣僚準備会合が、テレビ会議形式で開催される。日本政府の発表では「本会合は、本年11月15日に開催が予定されている首脳会議に向け、閣僚間で議論を行(う）」となっている。なお、経済産業省の発表では、「これまでに、19回の閣僚会合、31回の交渉会合を開催。」 となっており、第11回中間閣僚会合の発表 より、閣僚会合の回数が減少している。今回の回数は、閣僚会合と中間閣僚会合の回数と合致しているが、前回の発表については訂正はされていない。
2020年11月15日、第4回首脳会議がテレビ会議で開催され、その席上で地域的な包括的経済連携協定の署名式が行われた。

## 進捗状況

### 第23回交渉会合（2018年7月）
第23回交渉会合が2018年7月17日から27日までの日程でタイ・バンコクにおいて開催され、物品の関税分野や貿易・投資のルール作りなどで協議を進めた。今回の会合で新たに「税関手続き・貿易円滑化」「政府調達」の2分野で実質的に妥結。これら主要な2分野の決着により、年内の実質妥結を目指すスケジュールが維持された。
2013年5月に交渉を開始してから、全18の交渉分野中、既に「経済技術協力」「中小企業」の2分野が妥結されており、今回の妥結で残る交渉分野は14分野となった
。

### 第6回閣僚会合（2018年8月）
第6回閣僚会合が2018年8月30日から8月31日までの日程で、シンガポールにおいて開催された。会合終了後の共同メディア声明により発表された会議の結果の主要な部分は次のようである。
閣僚は、第23回交渉会合において、更に2つの章、すなわち、税関手続・貿易円滑化章及び政府調達章の妥結を歓迎した。現在までに妥結した章は、全体で4となった。閣僚は、他の章の交渉も軌道に乗っており、幾つかの章が妥結に近いことを評価するとともに留意した。また、貿易交渉委員会が作成した年末の成果パッケージを採択するとともに、パッケージに定められた目標を達成するための計画を歓迎した。閣僚は、交渉官に対して、前向きなモメンタムを活用し、互恵的で公正な妥結に向けて交渉を迅速に進めるよう指示した。この目的のために、閣僚は、交渉官に、本年末までにパッケージの各目標を達成すべく、最大限努力するよう指示した。閣僚は、パッケージの達成が本年のRCEP交渉の実質的な妥結を意味するものとなることにつき、期待を表明した。
RCEPを妥結させるとともに、包括的な、質の高い、互恵的な経済連携協定を達成するというコミットメントを再確認した。
採択された「成果パッケージ」の具体的な中身は明らかにされていないが、時事通信は「成果パッケージの達成がRCEPの実質的な妥結を意味するとしており、参加国は年内の妥結に向けて交渉を加速する」と報道している。

### 第6回閣僚中間会合（2018年10月）
第6回閣僚中間会合が2018年10月13日に、シンガポールにおいて開催され、会合終了後の共同メディア声明により会議の結果が次のように発表された。
閣僚は、市場アクセス交渉の強化を歓迎した。閣僚は、懸隔が一定程度縮まったことを評価する一方で、更なる改善の必要性を強調した。閣僚は、ルールに関する他の章の交渉の進捗に留意するとともに、全てのRCEP交渉参加国が年末の成果パッケージの各目標の達成のために引き続き最大限努力をするよう促した。
時事通信は、次のように報道した。
会合に出席した世耕弘成経済産業相は会合終了後、記者団に「前回8月のシンガポールでの閣僚会合から相当な進展があった。年内妥結に向けていよいよ大詰めの段階に入った」との認識を示した。
今後の予定については、経済産業省はHPにおいて次のように公表した。
今後は、10月18日～27日にニュージーランドで首席交渉官レベルの交渉会合を行った後、11月に開催予定の首脳会議に先立ち、首脳への報告内容について議論を行うため、閣僚会合を開催することで一致した。

### 第24回交渉会合（2018年10月）
第24回交渉会合が2018年10月18日から10月27日までの日程でニュージーランドのオークランドにおいて開催され、物品の関税分野や貿易・投資のルール作りなどで協議を進めた。今回の会合で新たに「紛争解決」の分野で実質的に妥結。この決着により、年内の実質妥結を目指すスケジュールが維持された。
2013年5月に交渉を開始してから、全18の交渉分野中、既に「経済技術協力」「中小企業」「税関手続き・貿易円滑化」「政府調達」の4分野が妥結されており、今回の妥結で残る交渉分野は13分野となった。

### 閣僚会合（2018年11月）
閣僚会合が2018年11月12日に、シンガポールにおいて開催された。閣僚会議についての公式声明は発表されておらず、経済産業省のHPは、つぎのように議論を行ったことのみの発表を行った。
「これまでの交渉の進捗を踏まえ、残された論点について閣僚間で集中的に議論するとともに、14日の首脳会議でいかに首脳に成果を報告するかについて議論を行いました。」
毎日新聞は、次のように報道した。
「インドが交渉進展に慎重な姿勢を示したため、各国閣僚は目標としてきた年内の「実質妥結」を断念せざるを得ないとの認識で一致した。各国は来年もRCEP交渉の協議を続け、早期妥結を目指す。」

### 首脳会議（2018年11月）
首脳会議が2018年11月14日に、シンガポールにおいて開催され、2018年におけるRCEP交渉の実質的な進展を歓迎するとともに、現代的で、包括的な、質の高い、かつ互恵的なRCEPを2019年に妥結する決意が示された。会合後、「RCEP交渉に係る共同首脳声明」 が発出され、このなかで7つの章、すなわち経済技術協力章、中小企業章、税関手続・貿易円滑化章、政府調達章、制度的規定章、衛生植物検疫措置章及び任意規格・強制規格・適合性評価手続章が妥結したことを明記するとともに、市場アクセス交渉について「妥結は手の届くところまできているが、残された懸隔を解消するための作業は必要である。16か国の交渉参加国間における地域のサプライチェーンの潜在的な拡大及び深化を阻害しないようにしつつ、全ての交渉参加国が他の交渉参加国と必ずしも二国間の自由貿易協定を有しているわけではないことについて特別な配慮を行う必要がある可能性がある。」とした。

### 第7回閣僚中間会合（2019年3月）
第7回閣僚中間会合が2019年3月2日、カンボジアのシェムリアップにおいて開催され、直前まで行われた第25回交渉会合の結果を受けて、市場アクセス及びルール交渉の進展を評価する一方、今後取り組むべき作業について確認をし、今後は、特に議論の加速が必要な分野について追加的に交渉会合を開催するとともに、今年8月に次回閣僚会合を開催することが合意された。会合終了後の共同声明 によると、市場アクセス及びテキスト交渉の双方について、これまでの良い進展を評価する一方で、双方の交渉を進めるために取り組むべき多くの作業があることを認識したとなっている。

### 第8回閣僚中間会合（2019年8月）
第8回閣僚中間会合が2019年8月2日および8月3日の日程で中国の北京において開催された。共同声明では「過去3回の交渉会合における市場アクセス及びテキスト交渉が進展したことを評価した」「特に、電気通信サービス附属書、金融サービス附属書及び自由職業サービス附属書が妥結し、これまでに7つの章と3つの附属書が妥結し、残りの一部の章及び附属書が妥結に近いことを留意し、市場アクセス交渉の3分の2以上が相互に満足のいく結果に至り、残りの分野についても、あらゆるレベルにおける建設的なエンゲージメントを通じて、交渉が活性化していることを評価した」と発表された。2019年9月にタイ・バンコクにおいて次回閣僚会合を開催することとなった。。

### 第7回閣僚会合（2019年9月）
第7回閣僚会合が2019年9月8日に、タイのバンコクにおいて開催された。閣僚会合共同メディア声明では「閣僚は交渉官に、交渉を終結させるために必要なリソースや権限を与えることを約束し、今月後半に行われるダナン交渉会合に臨ませることとした」と発表された。
時事通信は「新たに合意した分野はなく、目標とする11月の首脳会合で妥結できるかは予断を許さない」と報道した。また同じ報道のなかで、世耕弘成経済産業相は会合後の記者会見で、「論点は絞られている。合意に持っていかなければならないという各国の決意は非常に強い」と発言したと報じるとともに発言について「強調した」との創作性のある表現をした。

### 第28回交渉会合（2019年9月）
第28回交渉会合が2019年9月19日〜9月27日の日程でベトナムのダナンにおいて開催された。「大きな進展には至らなかった。10月12日にバンコクで閣僚会合を開き、局面の打開を図るが、目標とする年内妥結へ明確な道筋は依然見えていない」 という報道と「約20分野のうち利害が対立する関税など残る半数の項目を中心に議論を進めた。年内の大筋合意に向け10月12日にタイのバンコクでの閣僚会合を新たに設定し各国がギリギリの調整を進める」というやや前向きな報道 とがあった。日本の外務省の吉田泰彦経済局審議官は27日の会合終了後に「引き続き年内に妥結するため努力していく」と述べたが、今回の会合での進展については明らかにしなかった。

### 第9回中間閣僚会合（2019年10月）
第9回中間閣僚会合が2019年10月12日に、タイのバンコクにおいて開催された。「共同声明は見送りとなり閣僚、重要分野合意至らず、16カ国は11月初めの首脳会合での妥結を目指しているが、実現できるかどうか不透明な情勢」と悲観的な報道 と、「あと一歩のところまできた。（年内妥結に向けて）20ある交渉のうち18分野まで合意に達した」と楽観的な報道 が錯綜している。日本の経済産業省HPは、「閣僚間では、前回の閣僚会合以降、新たに7つの章、1つの付属書が妥結するなど、交渉に相当の進展があったことを歓迎」と発表 したが具体的にどれが合意したかは発表していない。中間閣僚会合に関連して、インドはセーフガード導入を求める方針を明らかにしているが、同時に「関係筋によると、インドはセーフガードの導入で一部の国と基本合意」と報道されているため合意に促進要因であるか阻害要因であるか不明である

### 閣僚準備会合（2019年11月）
閣僚準備会合が2019年11月1日に、タイのバンコクにおいて閣僚準備会合が開催された。関税、投資などの重要分野を協議したが閣僚会合では合意にいたらなかった。これについては、2019年10月の中間閣僚会合の報道では楽観的な方向であった時事通信が「年内妥結困難」と伝える一方、共同通信は「首脳会合での妥結は不透明」と中間閣僚会合の報道と同様なトーン であるが、各報道も最後の争点は、関税についての中印の意見の隔たり、なかんずくインドが妥協するかであることでは一致している。
その後非公式の交渉が継続されたが、妥協にいたらず、年内妥結困難で報道が一致した。

### 第3回首脳会議（2019年11月）

#### 共同声明
第3回首脳会議が2019年11月4日に、バンコクにおいて開催され、共同声明で「全20章に関する条文ベースの交渉及び15か国の基本的に全ての市場アクセス上の課題への取組みを終了したことに留意し、2020年における署名のために15か国による法的精査を開始するよう指示した。」 とインドを除く15カ国が全20分野の交渉を妥結したとして2020年中の協定署名に向けた手続きを進めることが発表された。この共同声明により、15カ国がいわゆる「大筋合意」に達したと言ってよいという見方もされている。インドに対しては、共同声明は「インドには、未解決のまま残されている重要な課題がある。全てのRCEP参加国は,これらの未解決の課題の解決のために,相互に満足すべき形で、共に作業していく。インドの最終的な決断は,これらの未解決の課題の満足すべき解決にかかっている。」 とした。

#### インド離脱表明
インド外務省のビジェイ・シン局長は首脳会議後の記者会見で、「インド政府は首脳会合でRCEPに参加しない決定を伝えた」と述べ、交渉から撤退する考えを明らかにした。中国が主導するRCEP交渉で市場アクセスを巡る懸念が対応されず、自国の農業、消費部門が影響を受けるとして参加を見送るもの。好調な経済成長を続けてきたナレンドラ・モディ政権で初めて景気が減速し、莫大な対中貿易赤字も抱えていることから参加に慎重なインドを除外した枠組みを主張していた中国の要求 通りになったと報じられた。インドの離脱を受けて「インド抜きの協定となる可能性が高まってきた」 との報道もされる一方で、「離脱なら枠組み瓦解」とする報道 もされ、見通しは不透明である。日本の梶山経済産業大臣は、11月5日の閣議後記者会見で、引き続き「インドを含めた16カ国で署名を目指す」と述べた。また、梶山経済産業大臣は「インドがRCEP交渉から離脱・撤退するといった事実関係は確認ができていない」とも発言した。また時事通信は「日本政府は「（離脱言及は）交渉戦術上の話だ」（関係者）と受け止めており、インドの残留を重要課題と位置付けて他国への働き掛けを強める構え」 と伝えた。

#### インド離脱表明への反応－日本の各紙の社説
インド離脱表明を受けての日本の各紙の社説は、インドへの対応については、「インドが離脱しないよう粘り強く働きかける（毎日）」、「粘り強くインドに復帰を促すことが重要（読売）」、「インドを取り込む努力を続け、16カ国による完全なRCEPを何とか実現してほしい（日経）」、「各国はインドを孤立させてはならない。国内事情にも配慮して交渉につなぎ止めるべきだ。（京都）」「インドが離脱しないよう粘り強く働きかける（産経）」、とインドを含む合意が必要であるという意見では一致している。しかし、具体的な方法については、京都新聞が「各国の現実に即した交渉を進めてほしい。自由貿易一辺倒ではなく、緩やかな連携でいいはず」 と更なるインドの自由化水準の引き下げも必要と論じたほかは、日経の「参加国の交渉妥結に尽力してほしい」、「インドが離脱しないよう粘り強く働きかけるべき（産経）」等、抽象的な努力を求めるにとどまっている。なお朝日新聞は、首脳会議以後、社説でRCEPについて言及していない。

#### インド離脱の論評、分析
インド離脱については、ウォールストリートジャーナルのコラム「ハード・オン・ザ・ストリート」は、「アジアのRCEP、インド離脱で張り子の虎に」の見出しのもと、「中国にとって環太平洋経済連携協定（TPP）の代わりになる可能性を秘めたものであり、マンモスと評されていたが、マンモスよりもネズミに近いものに向かっている」と論評した。
日本経済新聞電子版2019年11月16日に掲載されたシンガポール国立大学リー・クワンユー公共政策大学院のJ・クラブツリー准教授は「インドの離脱姿勢は、歴史的な大失態としか言いようがない」「もちろん、離脱姿勢は、譲歩を引き出すために強硬に臨むという交渉戦術かもしれない。ただ、RCEPがインド抜きで前進し、経済的な指導力を発揮したいというインドの目標に大きな疑問が生じる公算のほうが大きそうだ。」と評した。
東洋経済は、次のように状況をまとめている。「RCEPの交渉開始時に、中国が提唱したASEAN+日中韓に対抗して、日本がインド、オーストラリア、ニュージーランドを加えた16か国による交渉を提唱し、かつ、TPP並みの高い自由化を求めていたとし、中国、インドが消極的であった。これが、米中摩擦の激化によって中国はRCEPに活路を求め、交渉に積極的になったのに対し、インドはなお消極的であったが、最近のインドはRCEP交渉にがぜんやる気を見せてTPP並みとはいかずとも日本政府も納得できる水準で交渉はまとまり、2020年2月までには妥結が可能と思われた。それがドタキャンと表現するインドの姿勢の急変で合意の見通しが白紙となった。12月には安倍首相のインド訪問が予定されており、日本がインドにどんなボールを投げるかを参加国は注視している。一貫してインドを重視してきた安倍首相のスタンスからすれば、インドのRCEP交渉復帰に向けて経済協力などさまざまな手土産を持参するとみられる。（要約）」。
安倍首相のインド訪問については、2019年12月15日から3日間の日程であると日印外交筋が19日、明らかにしたとの報道がある。インドの離脱については、「関税引下げ問題というより、関税引き下げに見合う専門職業の相互承認協定（MRA）等インドの関心事項に十分な手当てをしてきたとは言えないことが原因であり、MRAについてASEAN+6のなかで最も消極的なのはおそらく日本であり、もし日本が、RCEPにMRAを重要な要素として取り入れる努力をするとコミットするなら、インドは交渉に戻ってくるであろう、専門職業の移動の自由でさらなる譲歩ができないか再検討すべきである、との指摘がだされている。この指摘は更に、「インド抜きではRCEPが瓦解するとの見通しもあるが、むしろインド抜きで交渉がラスト・スパートに入るであろう。中国は是が非でもRCEP交渉を来年中に纏めようとするだろう。中国はインドの参加よりも、RCEPの交渉妥結を重視したわけであるが、今後、日本の参加よりもRCEPの交渉妥結を重視するかもしれない。」としている。
ジェトロのビジネス短信は、11月11日付の複数の地元紙が報じたとして「東アジア地域包括的経済連携（RCEP）の交渉からインドが離脱したとしても、2020年の協定署名を目指す残り15カ国が妥結すれば、フィリピン経済にとってプラスとなる、とフィリピンの複数の専門家や政府高官、企業が主張している」と伝えた。
日本経済新聞電子版2019年11月27日は、ニューデリー発として「国内景気の減速でモディ政権の支持が急落し、農家がさらに離反することへの焦りが背景にある。大票田に目配りする一方、対外向けには交渉に残る」との記事を掲載し、「まだインドから交渉を離脱するという正式な通知は何も来ていない」。インドネシア政府のRCEP交渉筋は首をかしげる。もし本当に離脱するなら窓口である同国政府に外交文書で伝える必要があるが、首脳会合後も連絡がなく、「インドは来年も交渉に参加する可能性が残る」とみる。」との記事を掲載し今後まだ事態が流動的であることを報道した。

#### 今後の見通し
今後の見通しについては、ネットコラムにある分析では、「中国が主張する15か国による先行合意となる可能性が高まっている（野村総合研究所）」、「インドの離脱はRCEPの意義を減じることになるため、16カ国による合意に向けた努力は続けられるべきだが、15カ国による先行署名によってインドの参加を促すという方法も検討すべきではないか」と先行合意の可能性が高くなっている分析がされている。先行合意後でも「今後の条件次第では、インドが改めて交渉に復帰する可能性もある（ニューズウィーク）」、「インドは脱退の意向を示したが、国内経済の回復に伴って再びRCEPに加入する公算が大きい(ロイター） インドの復帰の可能性は十分にあるとされており、その場合、法的な手続として先行協定では「門戸を開くべきとの見地からまったくの新規加盟の扱いではなく、関税について約束をしたインドについての付属書を添付してメンバーになる方式（関税と貿易資料室」となるのではないかとされている。
オーストラリアは、政府のHPにおいて、「オーストラリアは、2020年のRCEP協定の署名に向けて作業する」と表明した。バーミンガム外交貿易大臣は「RCEP16カ国のうち15カ国が、数カ月以内に未解決の重要な問題を最終決定し、来年にこの協定に署名することを約束し、大きな進展があった」と表明し15か国による合意を強調した。さらに「オーストラリアはまた、インドとの間で未解決の問題に関する協力を行うことでRCEPの価値を拡大し、インドとの間でも協定に署名することを目指している」、としインドの復帰をめざすことも表明したが、インドの復帰がない場合に全体の合意をしないということにはしていない。
2019年11月22日のニューデリー発の共同通信は、（RCEP）交渉を巡り、インドは200品目の緊急輸入制限（セーフガード）を要求し、中国からの輸入品に他の交渉参加国より高い関税を課すことも主張したと伝えた。記事は「中国は強く反発。交渉は一段と難航しそう」との見通しを行い、また「参加国は2020年中のRCEP協定署名を目指すがインドは交渉に期限を設けない方針」とも伝えた。インド抜きに15か国で先行合意となるか16か国の合意を目指して更に交渉が長期化するかの見通しについてはこの記事はふれていない。
2019年11月29日、牧原秀樹経済産業副大臣は、ブルームバーグのインタビューで、RCEPについて、インド抜きでの妥結は「全く考えていない」との考えを示した。更に交渉の見通しについて「15カ国はほぼ間違いなく合意ができる」とする一方、インドを巡る状況は国内事情などで「大変シビアになってきている」と述べた。
2019年12月10日、経済産業省のHPによると、梶山経済産業大臣は、インドを訪問し、ゴヤル商工大臣と会談し、RCEP及びインドの産業競争力強化に向けた協力について意見交換し、梶山大臣より、RCEPについて、インドの参加に向けてともに課題に取り組む旨を述べた上で、率直な議論を行った。HPでは結果については記述はない。
朝日新聞は「反応はつれない」、「ゴヤル氏は会談直後の議会で『貿易赤字の問題がありRCEPには参加しない』との見解を改めて表明。会談後のインド政府の発表資料では『日本との貿易赤字が問題だと指摘した』とし、今回の支援策だけでは日本の説得には応じない姿勢を見せた。」と報道 した。
安倍首相は、12月17日までインド訪問し、アッサム州のグワハティで、モディ首相との首脳会談のほか、両国の経済団体による会合への出席も予定していた。東アジア地域包括的経済連携（RCEP）についても、インドを含む16カ国での妥結に向けて交渉をリードしたいと意欲を見せていたが、現地の治安悪化を理由に延期された。
日本経済新聞電子版2019年12月11日は、マレーシア貿易産業相のインタビューとして「「インド抜きで妥結が可能か前向きに考えるべきだ」と述べ、まず15カ国での妥結をめざす考えを明らか」にしたとの記事を掲載し、更に「一方で「妥結から発効までにも猶予はある。対話を続けることが重要だ」と語り、インドが妥結後に参加する可能性を示唆した」と報道した。
更に同じ日本経済新聞電子版2019年12月11日は、オーストラリアのバーミンガム貿易・観光・投資相のインタビューとして「インドが残留するよう最善を尽くすが、そうでない場合にも対処する」と、インド抜きでの合意の可能性を示唆した。同時に「インドが離脱しても、豪州や残る国には恩恵がある」との見方を示した。」と報道した。
2019年12月22日に北京で第12回日中韓経済貿易大臣会合が開催された。日本の経済産業省は「RCEPについては、16カ国でのRCEPの早期署名に向け、今年11月に発出された共同首脳声明に基づいてより一層の努力をすることで一致」と発表した。ただし発表された共同声明では「2019年に発表されたRCEPに関する共同首脳声明におけるコミットメントを再確認する。」という表現 であり、16カ国での署名に明言した表現はない。毎日新聞は「今回の会合で梶山氏は「15カ国で署名すれば、後から参加することが難しくなる」と指摘し、インドを含めた16カ国での署名を目指す考えを示した」と報道した。
2020年2月20日の産経ニュースは「日本政府、難航するRCEP交渉でインド取り込む“プランB”を模索」と伝えた。このプランAとは、あくまでもインドを含めた16カ国による完全な合意であるが、日本政府もインドの反対で今年も妥結できなければ、RCEP交渉そのものが漂流しかねないとの危機感を抱き始めているとの前提で、次善策として“プランB”、具体的な内容としては、「中国とインドの間で関税協定を設けない」、「15カ国によるRCEPの枠外でインドと日本・オーストラリアなどが貿易協定を結び、その上で将来的なインドのRCEP合流を目指す」案を「頭の体操として練り始めている」（経済官庁幹部）と報道している。日本政府がプランAであるインドを含めた完全合意を目指す考えに変わりはないとも報じているが、記事の内容からプランBは、形式的にインドをRCEPに残すが、実質的にはインド抜きでの合意を目指すものだとの論評が発表されている。
2020年3月11日、ベトナム中部ダナンでASEAN10カ国のみの関係閣僚会合が開催された。これについて日本経済新聞電子版2020年3月11日は、「交渉離脱を示唆したインドの参加の有無を問わず年内妥結をめざし、インドの交渉復帰を促しつつも、「インド抜き」でも参加国に大きなメリットがあることを確認。 」と報道した。

### 第29回交渉会合（2020年4月）
第29回交渉会合がテレビ会議の形で2020年4月に行われると発表されているが、これに関連してバンコックポスト電子版は、タイの貿易交渉局長であるオーラモンシュータウィートゥム氏の発言として「協定の法的文書の精査を扱う作業部会はすでに6つの章を終えており、残りの14の章について作業している」と伝えた。バンコックポストの報道は更に「協定の法的文書の精査は7月までに終了する必要があるため、RCEPメンバーは、ベトナムのアセアンサミットで年末に協定に正式に署名する前に、十分な検討の余地がある」と述べた と伝えている。また発言の引用でなくンコックポストの報道は記事自体で「インドの有無にかかわらず、RCEPは今年の公式署名が予定されており、2021年中または2022年1月に発効」とも伝えている。
第29回交渉会合の結果について、日本経済新聞は、「インドを含めた16カ国での妥結をめざすことや現時点の交渉の進捗、今後の進め方を確認した」と報道する一方「日本はインドを含めた交渉妥結をめざす立場だが、交渉参加国の中にはインド抜きの妥結を容認する声もある」とも伝えた。会合終了後6日後の4月30日、会合共同声明（英文、仮訳）の発出がされた。会合終了から共同声明の発出まで時間を要した理由及び会合での交渉の進捗については、声明においてふれられていない。声明は、「2020年におけるRCEP協定の署名へのコミットメントを再確認」、「インドをRCEPの貴重な当初からの参加国であることを認識し，インドがRCEP交渉に復帰することを歓迎する」などと述べている。なお共同声明の発出については外務省HP のほか、経済産業省HP でも公表されたが、いずれも発出の事実と声明の仮訳を掲載しているのみである。
2020年5月4日のインドのThe Economic Timesは、「RCEPの印度以外の15のメンバーが、インドが復帰するための関税と特別セーフガードについての提案をまとめ、インドに5月15日までに最初の対応を伝えるように求めた。」と報じた。これは同時に「この提案は4月にインドの復帰を求めた声明後に行われた」とも伝えており、会合の終了後6日後の共同声明の際に、インド向け提案の協議が行われたことを示唆した。
2020年5月17日のインドのThe Defence Newsは、「インドが、RCEPへの復帰についての提案を拒否し、RCEPに参加しないという決定を強化し、再検証した」と報道した。
2020年5月18日の中国の人民網日本語版は、商務部（省）副部長兼国際貿易交渉副代表の王受文氏の記者会見での発言として北京青年報が伝えたとして、RCEPの進捗状況について「15ヶ国はRCEP協定文書の交渉をすでに終え、市場参入に関する全ての交渉を実質的に終えており、各方面に文書の法的精査を行うよう要求し、2020年の調印を目指している。文書の法的精査はすでに80％近くが終わっており、6月末までに完了することを目指す」と報道した。

### 第30回交渉会合（2020年5月）
第30回交渉会合の結果について、日本経済新聞は、「20年中の合意をめざし、交渉からの離脱を昨年示唆したインドへの対応や2国間の具体的な関税削減率などについて協議」と報道したが、具体的な進展については触れていない。また「外務省によるとインドは4月に続き欠席した」とも伝えた。
2020年6月4日のブルームバーグの報道によると、NZ外務貿易省のビタリス副次官はNZ議会特別委員会において「他の交渉参加国と共にわれわれが目指しているのは、インドの迅速な復帰が可能になる道を備える方法を見つけることだ。インドからのメッセージはあまり有望ではないものの、NZとしてはインドの参加を実現する方法を見つけたいと考えている」と発言した。
2020年6月11日の産経ニュースは、「RCEPで日中“同床異夢” 日本は今夏にも方針転換迫られるか」と伝えた。「米国との対立を背景に妥結を急ぐ中国に対し、日本はインドを含む16カ国での合意を目指す姿勢という状況」は、従前の報道と変化がないが、「新型コロナウイルスの蔓延も影を落としてインド交渉復帰のめどは立っておらず、日本は今夏にも方針転換を迫られるとの見方もある」と報じ、また、みずほ総研の菅原氏のインタビューとして、「例年は8月に閣僚会合が開かれる。そうした機会に、インドには将来の復帰に向けた特別な扱いを設ける一方、15カ国で今秋の署名を目指す方針にかじを切る“政治決断”が行われる可能性がある」とも報じており、日本がインド抜きの協定に参加する可能性を示唆している。
2020年6月18日、タイの中国語新聞の泰國世界日報は、タイ商務省が明らかにしたとして「6月10〜11日に交渉会合が、インドを除く15か国でテレビ会議の形で開催された。全20章のうち18の章が完成した。6月23日に第10回閣僚中間会合が開催される。」と伝えた。6月21日、読売新聞が、18日の泰國世界日報とほぼ同内容を報道した。各国政府の発表や他のメディアでの報道は確認できない。

### 第10回中間閣僚会合（2020年6月）
2020年6月23日に、第10回中間閣僚会合がテレビ会議の形で開催された。インドは欠席した。会議後、共同メディア声明が発表された。共同声明は「本年にRCEP協定に署名するとのコミットメントを再確認」、「RCEPがインドに対して引き続き開かれていることを改めて表明」としている。ベトナム政府の公式サイトでの発表 では、署名の時期について2020年11月の第4回首脳会議であると明言している。

### 第8回閣僚会合（2020年8月）
2020年8月27日に、第8回閣僚会合がテレビ会議の形で開催された。インドは欠席した。会議後、共同メディア声明が発表された。共同声明は「2020年11月の第4回首脳会議において署名するための、RCEP協定交渉の完了に向けた大きな進展を歓迎」、「RCEPがインドに対して引き続き開かれていることを強調」としている。交渉の進展と協定の署名について、2020年6月の中間閣僚会合より踏み込んだ表現で、署名の時期と場所を明示し、「完了に向けた大きな進展」としている。
この会議の結果について、日本の主要新聞は、日本経済新聞電子版2020年8月27日は、「「インド抜き」で成立する可能性が高まってきた」、「今後の"電撃復帰"は不可能ではないものの、他の15カ国との2カ国交渉が間に合わない可能性が高く、現実的ではない。」「今回の会合は11月にめざす署名前の最後の閣僚会合との位置づけ」と、朝日新聞2020年8月28日は、「いったん15カ国で署名する案も現実味を帯びてきている」と、読売新聞2020年8月27日は、「11月に目指す署名は、当初の16か国でなく15か国になる可能性が高まっている」と と報じており、インド抜きの15か国で11月署名という見解でほぼ一致している。
2020年10月10日のタイのバンコックポスト（電子版）は、タイのオラモン・サップタウィタム商務省貿易交渉局長の発言として、「RCEP協定がインドを除く、15か国で署名される。対面の会合は難しいので、署名は11月14日にホログラムを介して（via hologram ）行われる」と伝えた。また、「発効要件についてRCEPメンバーの過半数（少なくともアセアン諸国が6か国、非ASEAN諸国が4か国）であり、2021年中に発効するであろう」とも述べた。

### 第11回中間閣僚会合（2020年10月）
2020年10月14日に、第11回中間閣僚会合がテレビ会議の形で開催された。インドは欠席した。公式声明は発表されておらず、経済産業省のHPは、つぎのように発表を行った。
「本会合では、昨年11月に発出された共同首脳声明を踏まえ、残存論点に関する現状を確認するとともに、今後の交渉の進め方について、閣僚間で率直かつ前向きな議論を行いました。
各国閣僚は、残存論点の解決に向けた作業が進められていることを確認するとともに、RCEP協定がインドに対して開かれた状態であることが、交渉参加国間で改めて確認されました。」
日本経済新聞のコメントは「RCEPは「インド抜き」の発足が濃厚」 としている。
2020年11月に協定の署名が行われるかについては、朝日新聞が「一部の交渉などで論点が残っているとみられる」、日本経済新聞は「新型コロナウイルス禍による交渉の遅れもあり、ずれ込む可能性が出てきた」 おり、なお現在のところ流動的であるとの報道ぶりとなっている。
2020年11月6日、毎日新聞は、「首脳会議が11月15日にもテレビ会議方式で開かれ、インド抜きの15か国で大筋で合意又は正式調印する公算が大きくなった。（要約）」と報じた。
11月9日、時事通信はRCEP交渉の閣僚会合が11日にも開かれ、閣僚レベルで関税撤廃などの大詰めの交渉に臨み、15日の首脳会合で協定に署名の旨を報じた。日本農業新聞は、日本側は農産物について米や牛肉、豚肉などの重要品目で例外措置を獲得する方向で交渉し、環太平洋連携協定のような大幅な市場開放を避ける方針を示している と報じた。
11月10日、共同通信は、合意内容のうち、日本側の農産物については、米や牛肉、豚肉などの重要品目5品目の除外に加えて、農水産品の関税撤廃率が、CPTPPや日EUEPAよりも大幅に低い水準に抑える。初めてのEPAとなる中国からの輸入に対する関税の撤廃率は56％、韓国は49％、ASEAN諸国やオーストラリア、ニュージーランドは61％と具体的な数値を含めて報じた。関税の撤廃率については産経新聞も同じ数字を報じている。インドについては「交渉から離脱したインドがほぼ無条件で即時加入できることを規定した特別文書を15日の首脳会合採択する」と産経新聞が報じた。この報道は、日本の外務省幹部の発言として「市場アクセスなど最低限の交渉は必要だが、インドが望めば即時参加できる環境を整えた」とも報じている。

### 閣僚準備会合（2020年11月）
2020年11月11日に、閣僚準備会合がテレビ会議の形で開催された。結果についての日本政府の公式発表はない。15日の首脳会議において大筋合意とする報道 もあるが、朝日新聞、毎日新聞、日本経済新聞、共同通信 及び他の多くの報道 は15日の首脳会議での議長国ベトナムが主催した署名式において署名と報じている。
この閣僚会議においてインドの参加についての閣僚宣言 が採択され、11月15日の首脳会議の際に公表された。

### 第4回首脳会議（2020年11月）

#### 協定の署名
2020年11月15日、第4回首脳会議がテレビ会議で開催され、その席上で地域的な包括的経済連携協定の署名式が行われた。日本は、茂木外務大臣は別途署名を済ませており、署名式においては、菅総理大臣立ち会いの下、梶山経済産業大臣が署名し、両大臣の連署となった。各国とも通商交渉担当の閣僚が手元の文書にペンで署名し、署名した文書はASEAN事務局に集められる見通し、電子署名の採用も検討したが、日本を含め法的拘束力がない可能性があり、見送った と報道されている。このような署名をしたため、通常なら1か所である協定の署名地が、この協定では同じ日付で各国の首都で署名されたと記載されている。

#### 共同声明の発出
第4回首脳会議は、共同声明を発出した。

## RCEP合同委員会（2022年6月）
2022年6月30日、RCEP合同委員会は、2022年版の統一システム（HS2022）により置き換えた品目別規則（PSR）を採択した。原産地規則の基本である品目別規則は、RCEP協定においては2012年版の統一システム（HS2012）に基づいて作成されており、HS2022に準拠する各国の現状の関税率表と乖離しているため不便が生じていた。なお各国の譲許表についても同様にHS2012に準拠しておりこれをHS2022に準拠するものとするのは今後の作業となる。なお品目表規則もRCEPの一部（附属書3A）であるがこの改正は、第3.35条の注により日本については、国会の承認を要せずに、政府の内部手続の完了により発効させることができるとなっている。

## 新規加入
この協定は、発効後、18か月経過した後（インドについては特例で下記のように、発効直後から加入可能）、すべての国及び独立の関税地域が加入できるとされている。主として中央アジアの国々や南アジアやオセアニアの国々などが想定、されるが規定として地理的限定はない。この18か月は、加入発効時の制限であり加入交渉はそれ以前から可能である
インド（2019年11月以降交渉不参加）については、復帰の働きかけが行われたが、2020年11月の署名に参加しなかった。インドに対して復帰を促するため、協定は発効日からインドによる加入のために開かれている旨を規定 している。インド以外の国は発効後18か月を経過した後にのみ加入可能である。インドの将来的な加入円滑化や関連会合へのオブザーバー参加容認等を定める15か国の閣僚宣言 が発出されている。これによると、協定の署名国はインドがRCEP協定に加入するとの意図を書面により提出すれば、協定への署名の後いつでも、インドとの交渉を開始するとなっており、いつでも交渉再開を認めるとなっている。

## 各国の動向
シンガポール
シンガポール政府は、協定の受諾を2021年4月9日に、協定の寄託者に指定されているASEAN事務局長に通知した。受諾を発表したシンガポール通商産業省の発表によれば、シンガポールは公式の受諾を行った最初の国である。
 中国
2021年3月8日. 中国商務部の王文涛部長は記者会見で、中国政府が地域的な包括的経済連携（RCEP）協定を正式に承認したと明らかにした。中国政府は、協定の受諾を2021年4月15日に、協定の寄託者に指定されているASEAN事務局長に通知した。
 日本
日本国政府は、協定の署名の閣議決定を2020年11月13日の定例閣議で行ったが、件名外案件として15日の署名まで不公表とされ、同日の閣議の議事録 が、12月4日に公表されるまで閣議のHP には掲載されていなかった。ただし同じ閣議で「経済産業大臣梶山弘志に地域的な包括的経済連携協定の締結交渉のための日本政府代表を命ずる」との決定を行っており、これは閣議の日にHP に掲載された。協定の署名は、茂木外務大臣と政府代表となった梶山弘志経済産業大臣が行っている。
2021年2月24日の閣議で、「地域的な包括的経済連携協定の締結について国会の承認を求めるの件」が決定され、同日衆議院へ提出された。国内法の改正については、外務省は条約の説明書において「必要としない」 としている。なお政令以下の改正は必要で、後述のとおり2021年6月以降に順次行われた。
協定の承認案件は、4月2日に衆議院本会議で趣旨の説明が行われ、同日外務委員会に付託された。4月7日、外務委員会において、茂木外務大臣から趣旨の説明が行われた。4月9日、外務委員会において、質疑が行われた。4月14日、外務委員会において、参考人の伊藤元重、浜中慎太郎、鈴木宣弘から意見を聴取するともに質疑が行われ、可決された。4月15日、衆議院本会議において可決 され、参議院へ送付された。賛成会派は、自由民主党・無所属の会、 立憲民主党・無所属、 公明党、 日本維新の会・無所属の会及び国民民主党・無所属クラブ、反対会派は、日本共産党であった。
参議院での審議は、2021年4月21日に本会議において、茂木外務大臣が趣旨の説明を行い、これに対する質疑が行われ、外交防衛委員会に付託された。4月22日、外交防衛委員会において、茂木外務大臣から趣旨の説明が行われ、参考人の木村福成、菅原淳一、内田聖子から意見を聴取するともに質疑が行われた。4月27日、外交防衛委員会において、質疑が行われた後可決された。4月28日、参議院本会議で可決され、国会の承認がされた。参議院における会派別賛否は、コロナ対策のため押しボタン式投票に代わり起立採決となったため公式なHPから確認できない。
国会の承認後、更に政令改正が必要であり、次のように行われた。
2021年6月1日の閣議で、「関税法施行令等の一部を改正する政令」が決定され、6月4日の官報号外第125号により、令和3年政令第163号として公布された。内容は、RCEP協定の締結により必要となる、財務省関税局関係の関税法施行令等の改正を行うものである。締結により必要となる政令改正は、他に経済産業省所管の「経済連携協定に基づく特定原産地証明書の発給等に関する法律施行令」があるが、こちらは改正前にパブリックコメントが行われており、2021年5月28日に案の公示、2021年6月11日0時0分に締め切りとして手続が行われた。なお意見提出が30日未満の場合の理由として「地域的な包括的経済連携協定を早期に発効するために、同協定を担保する本政令案については、可能な限り早急に整備する必要がある。これにより、30日以上の意見提出期間を定めることができないため」としている。パブリックコメントの終了後、2021年6月22日の閣議で、「経済連携協定に基づく特定原産地証明書の発給等に関する法律施行令の一部を改正する政令」が決定され、6月25日の官報号外第143号により、令和3年政令第186号として公布された。
政令改正の完了を受けて、2021年6月25日の閣議で、「地域的な包括的経済連携協定の受諾について」及び条約としての公布が決定 され、同日ASEAN日本政府代表部を通じ、協定の受諾を寄託者に指定されているASEAN事務局長に通知した。条約の公布は、令和3年条約第7号として2021年7月14日に発行された官報号外第158号から第162号で行われた。それぞれの号外は、25分冊、1600ページという大部なものであるが、RCEP協定の英文で日本以外の譲許表を掲載しため合計で8000ページ、複数の号外に分割掲載という異例の形になった。
 ブルネイ
2021年10月11日、ブルネイは、RCEP協定の批准書を寄託者に指定されているASEAN事務局長に寄託した。
 カンボジア
2021年6月30日、日本のジェトロが配信するビジネス短信は、カンボジア商業省へ6月23日に行ったヒアリングの結果として、「カンボジアは、RCEP協定の国内批准について、8月上旬までに完了する予定である。RCEP協定批准承認案は、21日に国民議会（下院）に提出、国民議会と元老院（上院）の順で議論を行って承認された後に、国王が公布して批准手続きを完了する」と伝えた。
カンボジア国会での承認は、当初の情報より遅れたが、2021年9月9日に、国民議会（下院）において承認され、9月20日に元老院（上院）において承認された
2021年10月26日、日本のジェトロが配信するビジネス短信は、カンボジア商業省へ10月21日に行ったヒアリングの結果として、「カンボジアによる地域的な包括的経済連携（RCEP）協定の批准およびASEAN事務局長への批准書寄託手続きが完了した」と伝えた。「国内的に、議会の承認後、10月15日の国王による公布を経て、国内の批准手続きが完了していた。」とも伝えたが、批准書の寄託の日は明示されていない。
 ラオス
2021年10月21日、ラオスのサルムサイ・コムマシット外相はRCEP協定の批准書に署名し、これにより同国の国内批准手続きが完了し、同日、批准書をASEAN事務総長に寄託した。。
 タイ
2020年11月17日付バンコクポストの報道によると、タイのチュリン副首相兼商務相は16日、RCEP協定を2021年末までに批准するため、2021年２月までの国会での承認を目指し、可能な限り早期に提案する方針を明らかにした。
日本のジェトロが配信するビジネス短信は、貿易交渉局の発表 を引用する形で、タイのジュリン・ラクサナウィシット副首相兼商務相が、2021年2月9日、RCEP協定が国会で同日承認されたことを明らかにしたと伝えた。また同時に「タイが協定批准書を寄託者のASEAN事務局長に寄託するのは、今後、関連省庁で、RCEP協定で定められた規定を実施するために、関税の減免や原産地証明に関する省令、輸入に関する条件などの関連通知を発行するとともに、実務的なガイドラインの準備が行われ、この国内体制が整う2021年半ばになる見込み」とも伝えた。
日本のジェトロが配信するビジネス短信は、貿易交渉局の発表 を引用する形で、タイがRCEP協定の批准書をASEAN事務局への寄託を、2021年10月にも行う見通しだと伝えた。2月段階よりやや遅れた予定となっている。
2020年10月28日、ASEANのタイ政府代表部はRCEP協定の批准書をASEAN事務局長に寄託した。
 ベトナム
2021年10月29日、ベトナムはRCEP協定の批准書をASEAN事務局長に寄託した。
 オーストラリア
オーストラリアは、政府のHPにおいて「2021年のRCEP協定の批准に向けて取りくむ」と表明 している。
協定は、2021年3月18日に連邦議会へ提出された。
2021年8月2日、協定を審議している議会委員会 において、ジェームス・バクスター（外務貿易省第一次官補）は、ミャンマー情勢を理由にオーストラリアがRCEPの批准を差し控えるべきかどうかという問題について「あらゆる適切な機会にミャンマーについて懸念を表明しますが、オーストラリアによるRCEPの批准を差し控えることが私たちの利益になるとは評価せず、ミャンマーの政治情勢に影響を与えることもありません。私たちはミャンマー情勢について一貫して懸念を表明しており、今後もそうしていきますが、ミャンマーがASEAN加盟国であり続けるのは事実です。ASEANを中核とするRCEPから離れることは、地域の安定と繁栄のための力としてのASEANへのコミットメント、およびASEANの中心性への支援から離れたものとして私たちの地域で認識されるでしょう。それはオーストラリアの利益にはなりません。」と発言した。
2021年8月末、議会委員会は報告書を公表し、「RCEPを批准することはオーストラリアの利益になると考えており、それに応じて勧告します。委員会はまた、政府が外交政策の優先事項としてミャンマーの文民民主主義の回復を引き続き追求し、批准時にこの趣旨の宣言を行うことを検討することを勧告する」とした。
2021年9月1日に、RCEP実施のための２つの法案 が連邦議会下院へ提出された。またこれらの法案について詳細な解説、経済分析が公表されている。
2021年10月20日、RCEP実施に関する法案は、下院で可決され、10月21日に上院で賛成32、反対6で可決された。オーストラリア緑の党は、反対したが、野党最大会派のオーストラリア労働党は賛成したため大差での可決となった。これら2法案は、10月25日に総督承認がされ法案が成立した。
2021年11月2日、オーストラリアは、RCEP協定の批准書をASEAN事務局長に寄託した。
 ニュージーランド
2021年5月4日に、RCEP批准のための法案 が議会に提出され、5月18日の第一読会を経て、外務防衛貿易委員会（Foreign Affairs, Defence and Trade Committee）に付託され、6月18日までの期限で一般からの意見書（Submission）の受付が行われた。2021年9月3日外務防衛貿易委員会は、法案を無修正で可決すべきであると報告 した。9月28日、第2読会を通過し、10月19日の全院委員会を経て10月21日の第3読会で賛成108（労働党65、国民党33、ACTニュージーランド10）、反対12（緑の党10、マオリ党2)により可決された。10月27日に総督承認がされ法案が成立した。
2021年11月2日、ニュージーランドは、RCEP協定を批准した。
 韓国
2021年5月18日、韓国の産業通商資源部は、RCEP協定の国会の承認を下半期に要請すると発表した。
2021年7月5日、韓国のニュースサイトのニュースピムは、「産業通商資源部によると、RCEP国内批准手続きを7月中に仕上げて8月に国会に批准同意書を提出する予定」と伝えた。
2021年10月1日、従来の報道からかなり遅れたが、この日、韓国政府は国会へRCEP協定批准同意案を国会へ提出した。
2021年10月5日、RCEP協定批准同意案は韓国国会の所管委員会である外交統一委員会に送付され、同時に関連する法制司法委員会ほか12の委員会にも送付された
2021年12月1日、RCEP協定批准同意案は韓国国会の外交統一委員会において可決され、12月2日に韓国国会本会議で、賛成193、反対11、棄権8で可決された。なお会議録での議長の評決の宣告は賛成193、反対10であるが会議録末尾の個別の評決の記録で、１議員が評決装置の操作ミスとして賛成を反対に訂正している。反対の内訳は、共に民主党10、国民の力1、棄権が共に民主党1、国民の力1、正義党4、無所属2であり、野党第1党の国民の力が賛成にまわる一方で、与党の共に民主党から反対、棄権を合わせて11名の造反がでている。
韓国の国会での手続きが12月までかかり、RCEP協定が韓国について発効するのが、2022年2月になることについて、韓国の中央日報は社説で、「呆れるばかりのＲＣＥＰ後手批准、責任を問うべき」と批判し、これに対し、韓国の産業通商資源部は。公式HPにおいて「政府はRCEP最終署名以後批准のための法律上手続きを忠実に履行してきた」と反論した。
2021年12月3日、韓国は、RCEP協定の批准書を寄託者に指定されているASEAN事務局長に寄託した。これによりRCEP協定は、協定第27・7条3の規定により批准の60日後の2022年2月1日に韓国について発効した。
 マレーシア
2021年12月15日、RCEP協定批准に必要な地理的表示法(D.R.16/2021 Geographical Indications Bill 2021)、著作権法改正法（D.R.14/2021　Copyright (Amendment) Bill 2021）、商標法改正法（D.R.15/2021	Patents (Amendment) Bill）の3法案が、マレーシア下院において可決され、12月22日に上院に可決された。
2022年1月17日、マレーシアは、RCEP協定の批准書を寄託者に指定されているASEAN事務局長に寄託した。これによりRCEP協定は、協定第27・7条3の規定により批准の60日後の2022年3月18日に、マレーシアについて発効した。
 インドネシア
2022年8月30日、国会下院本会議で、RCEP協定の批准が承認された
。ジャトミコ・ブリス・ウィチャクソノ商業省国際貿易交渉局長は現地紙に対し、今後数週間で寄託手続きを行い、9月末までに終えれば、手続き完了から60日後の12月1日をめどに、インドネシアでRCEP協定が発効するとの見通しを示した。
2022年11月3日、インドネシアは、RCEP協定の批准書を寄託者に指定されているASEAN事務局長に寄託した。これによりRCEP協定は、協定第27・7条3の規定により批准の60日後の2023年1月2日にインドネシアについて発効した。
 フィリピン
2021年9月9日、RCEP協定批准承認案が、フィリピン上院に提出され、9月16日、外交委員会に付託された。フィリピンにおいては条約の批准のための承認は上院のみで行われる。
2022年2月5日、フィリピン上院は、選挙に伴う休会にはいったがこのときまでに批准はされなかった。これについて、貿易産業省（DTI）のラモンM.ロペス長官は、上院が最終的に地域包括的経済の批准に同意するだろうという楽観的な見方を、公式HPにおいて表明したものの、選挙後に改選前の議員により5月23日から6月3日までとなっている会期においても批准されず、次期政権に持ち越しとなった。
2022年12月6日、RCEP協定批准承認案が、改選後のフィリピン上院に再度提出された。
2023年2月21日、フィリピン上院は、賛成20、反対1、棄権1でRCEP協定批准承認案を可決した。
2023年4月3日、フィリピンは、RCEP協定の批准書を寄託者に指定されているASEAN事務局長に寄託した。これによりRCEP協定は、協定第27・7条3の規定により批准の60日後の2023年6月2日にフィリピンについて発効した。
 ミャンマー
ミャンマーについては、2021年8月4日に、国軍「外相」が批准済みとした報道があるが、寄託者に指定されているASEAN事務局は、2021年11月3日付の公式発表において、ミャンマーを批准済みとしていない。
2021年7月29日、日本のジェトロが配信するビジネス短信は、タイ商務省が、7月12日にタイの閣議で行ったRCEPに関する報告のなかで、「ミャンマーでのRCEP協定発効について、同国は既に協定を批准はしたが、一部のRCEP加盟国はミャンマーの政治的な危機への対処に関し、同国がASEANの5項目の合意を満たしていないことに懸念を示している。そのため、ミャンマーの批准書については、ASEAN事務局はRCEP加盟国に対して全方位的に配布していない。ASEANのRCEP加盟国はミャンマーに関するRCEP協定発効について、各国で自由に決定し、その後にASEAN事務局に通知し、ほかのRCEP加盟国に通知することで合意したという。」と伝えた。
2022年5月1日に中華人民共和国海関総署は、その日に中国とミャンマーの間でRCEPが発効すると発表した。
 香港
2021年6月25日中国のメディアは、『香港特別行政区の林鄭月娥行政長官はこのほど、香港地区は地域的な包括的経済連携（RCEP）協定に参加する条件を十分に備えているとの見方を示した。中国商務部の高峰報道官はこれを受けて24日、「香港地区ができるだけ早くRCEPに参加するよう積極的に支持する」と述べた』と報道した。
2022年1月23日、香港特別行政区政府は、RCEP協定への加盟を申請した。2月21日に香港の盧世雄工業貿易署署長がセミナーにおける発言で明らかにした。なお公表日については、このセミナーの発言の2月21日とする報道のほか、香港政府が23日に明らかにしたという報道もある。報道ではこの23日の公表がどのようなものであるかは記載がないが、23日の行われた香港政府の予算演説において、加盟についての言及がある。
2022年12月27日、日本の共同通信社は、北京発として「RCEP協定への新規加盟の第1号に、香港が有力になっている」と伝えた。
 スリランカ
2023年5月25日、スリランカのラニル・ウィクラマシンハ大統領はRCEPへの加盟を申請すると発言した。
2023年7月14日、スリランカのスリランカのアリ・サブリー外相は、RCEPへの加盟意向表明書をASEAN事務局に提出したと発表した。
 バングラデシュ
2021年9月7日、バングラデシュ政府がRCEPの加盟プロセスを開始することを決定したと報道があった。その後の続報は確認できない。
 チリ
2024年6月14日、チリのクラウディア・サンウエサ国際経済関係次官官房（SUBREI）は、サトビンダー・シンASEAN事務局次長に、RCEP協定への加盟を正式に申請する書簡を提出した。。

## RCEPの構成・内容

### RCEPの構成
RCEPの全20章となる構成のタイトルが、2019年11月4日の首脳会議の共同声明で初めて以下のように公表され た。
(1)冒頭の規定及び一般的定義､(2)物品の貿易､(3)原産地規則(品目別規則に関する附属書を含む)､(4)税関手続及び貿易円滑化､(5)衛生植物検疫措置､(6)任意規格､強制規格及び適合性評価手続､(7)貿易上の救済､(8)サービスの貿易(金融サービス､電気通信サービス､自由職業サービスに関する附属書を含む｡)､(9)自然人の移動､(10)投資､(11)知的財産､(12)電子商取引､(13)競争､(14)中小企業､(15)経済及び技術協力､(16)政府調達､(17)一般規定及び例外､(18)制度に関する規定､(19)紛争解決､(20)最終規定
条文が公表されていないもの、断片的な情報からは、RCEPが自由化とルールについて、CPTPPの水準に可能な限り近づけたい先進国と、より緩やかなものを望む新興国との妥協による内容となっているものの、一定程度「質の高い」協定となっていることが期待される、との分析がだされている。
オーストラリアは、政府のHPにおいて各章の概略を公表した。具体的な内容までは発表していないが合意のレベルについておおまかな言及をしている。そのなかでも知的財産権については「RCEPの知的所有権章は、オーストラリアの既存の知的所有権制度と整合的な、効果的でバランスのとれた知的所有権制度に対するRCEP参加国の共通のコミットメントを反映している。RCEPはオーストラリアの知的所有権法や方針の変更を要求するものではなく、医薬品特許や医薬品に関連する特定の約束を含んでいない。」とかなり踏み込んだ発表を行い、医薬品特許に関する懸念に対応している。

### RCEPの最終的な合意内容
最終的な合意内容の主な内容
1 物品の貿易
日本の輸入
農産品
重要５品目（米、麦、牛肉・豚肉、乳製品、甘味資源作物）を関税削減・撤廃から除外。
中国に対しては、鶏肉調製品や野菜等（たまねぎ、ねぎ、にんじん、しいたけ、冷凍さといも、冷凍ブロッコリー、うなぎ調製品等）を関税削減・撤廃の対象
農林水産品の関税撤廃率は、TPP、日EU・EPA（各82％）よりも大幅に低い水準（対ASEAN・豪州・NZは61%、初のEPAとなる中国は56%、韓国は49％）に抑制
鉱工業品
関税撤廃率： 98.6% （品目数ベース）。国内産業の厳しい革靴その他の履物等は、対ASEAN・豪州・ニュージーランドに対しては、16年目撤廃、関税維持、中国に対しては21年目撤廃、除外等、韓国に対しては除外。衣類については、対ASEAN・豪州・ニュージーランドに対しては、ほとんどは即時、一部は16年目撤廃等、中国に対してはほとんどは16年目、一部は11年目撤廃、韓国に対してはほとんどは16年目撤廃
日本の輸出
対日関税撤廃率（品目数ベース）86%～100% （ＡＳＥＡＮ・豪・ＮＺ） 、86%（中国）、83%（韓国）
農産品
中国のほたて貝やぶり、韓国の菓子（キャンディー及び板チョコレート）、インドネシアの牛肉や醤油など輸出関心品目で相手国の関税撤廃を獲得。
鉱工業品
中国に対しては、 対日無税品目の割合が、上昇（8%→86%）、韓国に対しては対日無税品目の割合が、上昇（19%→92%）、対ASEANで、既存EPAからの上積みを確保。
2 原産地規則
他の締約国の原産材料を自国の原産材料とみなすこと（「累積」）ができる旨を規定。
第三者証明及び認定輸出者制度を採用し、一定期間以内に生産者・輸出者自己申告も導入する旨を規定。これらに加え、日本は、発効時から輸入者自己申告を導入。
3 サービスの貿易
サービスの貿易に関する内国民待遇義務、市場アクセス義務、最恵国待遇義務、規制・措置の透明性の確保等を規定。金融サービス、電気通信サービス及び自由職業サービスに関する追加的なルール等も規定。
4 自然人の一時的な移動
物品の貿易、サービスの提供又は投資の遂行に従事する自然人の一時的な入国及び滞在の許可及び手続等を行う際のルールを規定。締約国が他の締約国の自然人の一時的な入国又は一時的な滞在を規制するための措置を適用することや、査証等の出入国管理に関する文書を取得するよう要求することは認められており、また、日本国の附属書Ⅳでは、ＧＡＴＳ及び日本の締結済みのＥＰＡを上回る約束は行っておらず、例えば「単純労働者」の受入れを義務付けるような規定はない。従ってＲCEPが移民の自由化を規定しているということはない。
5 投資
内国民待遇義務、最恵国待遇義務及び特定措置の履行要求（技術移転要求やロイヤリティ規制を含む）の禁止（これらの義務に適合しない各締約国の措置は、留保表に記載。）、投資財産に対する公正かつ衡平な待遇並びに十分な保護及び保障を与える義務や、正当な補償等を伴わない収用の禁止等について規定。

6 知的財産
著作権及び関連する権利、商標、地理的表示、意匠、特許等を対象に、知的財産権の取得や行使について規定。
周知商標や部分意匠の保護、悪意の商標出願の拒絶・取消の権限、職権による輸入差止め手続の確保に関する義務等を規定。
知的財産権の取得及び行使についてTRIPS協定を上回る規定を置く。
TRIPS協定及び公衆の健康に関するドーハ宣言において正当に認められた柔軟性を十分に利用する権利を確認することにより交渉中に提起された医薬品の発展途上国への供給阻害への懸念を払拭、また遺伝資源、伝統的な知識及び民間伝承に関連する規定も含む。
7 電子商取引
電子商取引の促進のため、電子的送信に対する関税の不賦課、コンピュータ関連設備の設置要求の禁止、情報の電子的な手段による越境移転（データ・フリーフロー）、電子署名、消費者保護等について規定。
8 紛争解決
協定の解釈又は適用に関する締約国間の紛争を解決する際の協議、パネル手続等について規定。

## 発効
RCEP協定は、少なくともASEAN構成国である署名国が6か国、ASEAN構成国でない署名国が3か国批准した後、批准した国について60日後に発効する。その後に批准する国については、当該国の批准後60日後に発効する。
2021年11月3日、RCEP協定の寄託者であるASEAN事務局は、11月2日の段階でブルネイ、カンボジア、ラオス、シンガポール、タイ及びベトナム（以上ASEAN構成国）、オーストラリア、中華人民共和国、日本及びニュージーランド（以上ASEAN非構成国）が批准を終えたことにより2022年1月1日に、RCEP協定が、これら10か国の間で発効すると発表した。同日、日本国外務省も同様な旨を発表した。また日本国外務省は、2021年12月17日付官報第639号において、令和4年外務省告示第409号として「地域的な包括的経済連携協定の効力発生に関する件」を告示した。
2022年1月1日、先行して批准した日本、中国、オーストラリア、ニュージランド、タイ、カンボジア、シンガポール、ブルネイ、ベトナム、ラオスで発効した。
韓国は、2021年12月3日に、RCEP協定の批准書を寄託したため、RCEP協定は、協定第27・7条3の規定により批准の60日後の2022年2月1日に韓国について発効した。これについて、日本国外務省は、HPにおいて発表するとともに、2021年12月21日付官報第641号において、令和3年外務省告示第412号として「大韓民国についての地域的な包括的経済連携協定の効力発生に関する件」を告示した。
マレーシアは、2022年1月17日に、RCEP協定の批准書を寄託したため、RCEP協定は、協定第27・7条3の規定により批准の60日後の2022年3月18日にマレーシアについて発効した。これについて、日本国外務省は、HPにおいて発表するとともに、2022年2月2日付官報第667号において、令和4年外務省告示第48号として「マレーシアについての地域的な包括的経済連携協定の効力発生に関する件」を告示した。
インドネシアは、2022年11月3日に、RCEP協定の批准書を寄託したため、RCEP協定は、協定第27・7条3の規定により批准の60日後の2023年1月2日にインドネシアについて発効した。これについて、日本国外務省は、HPにおいて発表するとともに、2022年11月25日付官報第865号において、令和4年外務省告示第397号として「インドネシア共和国についての地域的な包括的経済連携協定の効力発生に関する件」を告示した。
フィリピンは、2023年4月3日に、RCEP協定の批准書を寄託したため、RCEP協定は、協定第27・7条3の規定により批准の60日後の2023年6月2日にフィリピンについて発効した。これについて、日本国外務省は、HPにおいて発表するとともに、2023年5月12日付官報第975号において、令和5年外務省告示第233号として「フィリピン共和国についての地域的な包括的経済連携協定の効力発生に関する件」を告示した。
まだ批准していないミャンマーについては、その批准後60日経過後に発効する。

## 関税の引下げ時期
RCEP協定による引下げは、最長20年で段階的引き下げを行うが、具体的には協定の発効時点で1年目の引下げを行い、次の1月1日（インドネシア、日本国及びフィリピンについては4月1日）に第2回目の引下げを行い、3年目以降も同様に引き下げる。批准が当初の発効に間に合わなかった場合は、自国について発効した段階で、協定が効力を生ずる日に開始したものとみなして適⽤（キャッチアップ）する。CPTPPについては、①新締約国の発効日を起点として適⽤する、②協定の発効日に発効したものとして適⽤するのいずれかをそのつど選択することになっていたが、RCEP協定ではキャッチアップのみとなった。